# 1. FC Union Berlin
1. Fußballclub Union Berlin e. V., comumente conhecido como 1. FC Union Berlin ou simplesmente Union Berlin, é um clube de futebol profissional alemão, sediado em Köpenick, Berlim. Atualmente disputa a Bundesliga, a principal divisão do sistema de ligas do futebol alemão. 
As origens do clube remontam a 1906, quando o seu antecessor, o FC Olympia Oberschöneweide, foi fundado. Durante a Guerra Fria, o Union estava sediado em Berlim Oriental, juntando-se à estrutura da liga alemã após a reunificação da cidade e do país em 1990.
A sede do clube é o Stadion An der Alten Försterei. É a segunda maior da capital alemã e é a casa do Union Berlin e dos seus precursores desde a sua inauguração em 1920. Em 2022, o Union Berlin tinha 45.000 membros oficiais. O clube tornou-se conhecido por sua torcida entusiasmada e criativa e por seu canto "Eisern Union" (União de Ferro), interpretado pela cantora alemã Nina Hagen.

## História

### Da fundação à Segunda Guerra Mundial
As duas equipes que levavam o nome Union tinham a mesma origem. O clube de fato nasceu como SC Olympia 06 Oberschönweide e
foi fundado em 1906 no distrito berlinense homônimo. Foi renomeado, em 1910, para SC Union 06 Oberschöneweide. O Union foi uma das principais associações da capital alemã durante a Primeira Guerra Mundial, vencendo regularmente o campeonato local e competindo em nível nacional. Em 1923, chegou à final do Campeonato Alemão, mas declinou diante do Hamburgo por 3 a 0.

### Pós-guerra e divisão da Alemanha
Depois da Segunda Guerra Mundial as autoridades aliadas desmantelaram todas as associações, inclusive as esportivas. No fim de 1945 foi fundado o SG Oberschönweide, que jogou o campeonato posterior ao conflito. A equipe sofreu o rebaixamento após uma medíocre temporada, mas foi promovida na nova Oberliga Berlin e, em 1947, com o nome de SG Union 06 Oberschöneweide, venceu o campeonato.
Sucessivamente ocorreu uma dissidência. Uma parte da equipe voou para o Oeste de Berlin, em 1950 para fundar o SC Union 06 Berlin, enquanto o restante permaneceu na parte oriental da cidade e mudou o nome para Union Oberschönweide. O time ocidental foi uma das melhores no fim da guerra até a construção do Muro de Berlim, em 1961, tendo sido capaz de agregar enormes massas de pessoas às partidas no Estádio Olímpico de Berlim.

### O clube na Alemanha Oriental
Durante o período na República Democrática Alemã o clube mudou de denominação por diversas vezes, fato comum na nação. Union Oberschöneweide (1950), BSG Motor Oberschöneweide (1951), SC Motor Berlin (1955), TSC Oberschöneweide (1957), TSC Berlin (1963) e enfim, em 1966, adquiriu a intitulação atual.
Tornou-se a equipe mais popular da capital Berlim Oriental, engajando uma intensa rivalidade com o Dínamo de Berlim, o time da Stasi. Durante esse período, venceu apenas uma Copa da Alemanha (FDGB Pokal), em 1968, ao bater o Carl Zeiss Jena por 2 a 1 e chegou a final do mesmo troféu, em 1988, ao perder para a Lokomotive Lepzig por 5 a 1. Por não ser apadrinhado pelo governo, o Union acabou tornando-se o clube preferido dos descontentes com o comunismo no país. Apesar dos resultados modestos, atraía mais público do que o rival Dínamo, a despeito do vizinho lograr uma sequência de dez títulos seguidos no campeonato alemão-oriental ao longo da década de 1980. e tampouco negasse a colaborar com o governo. Dentre os torcedores mais célebres encontravam-se a família da cantora Nina Hagen, que chegou a fazer concerto no estádio do Union já na década de 1990, em benefício ao clube.
Apesar de a direção do Union jamais ter sido opositora formal do Estado ou do regime socialista, seu próprio presidente Dirk Zingler, ele mesmo ex-membro do exército, chegou a ressaltar que boa parte da história foi simplificada e romantizada por seguidores e imprensa. Ainda assim, a imagem de antiautoritário do clube permaneceu e sob a presidência do próprio Zingler o Union desfez contrato milionário com um patrocinador em 2009 devido à revelação que o diretor do mesmo fora da temida polícia secreta.

### Da reunificação da Alemanha a atualidade

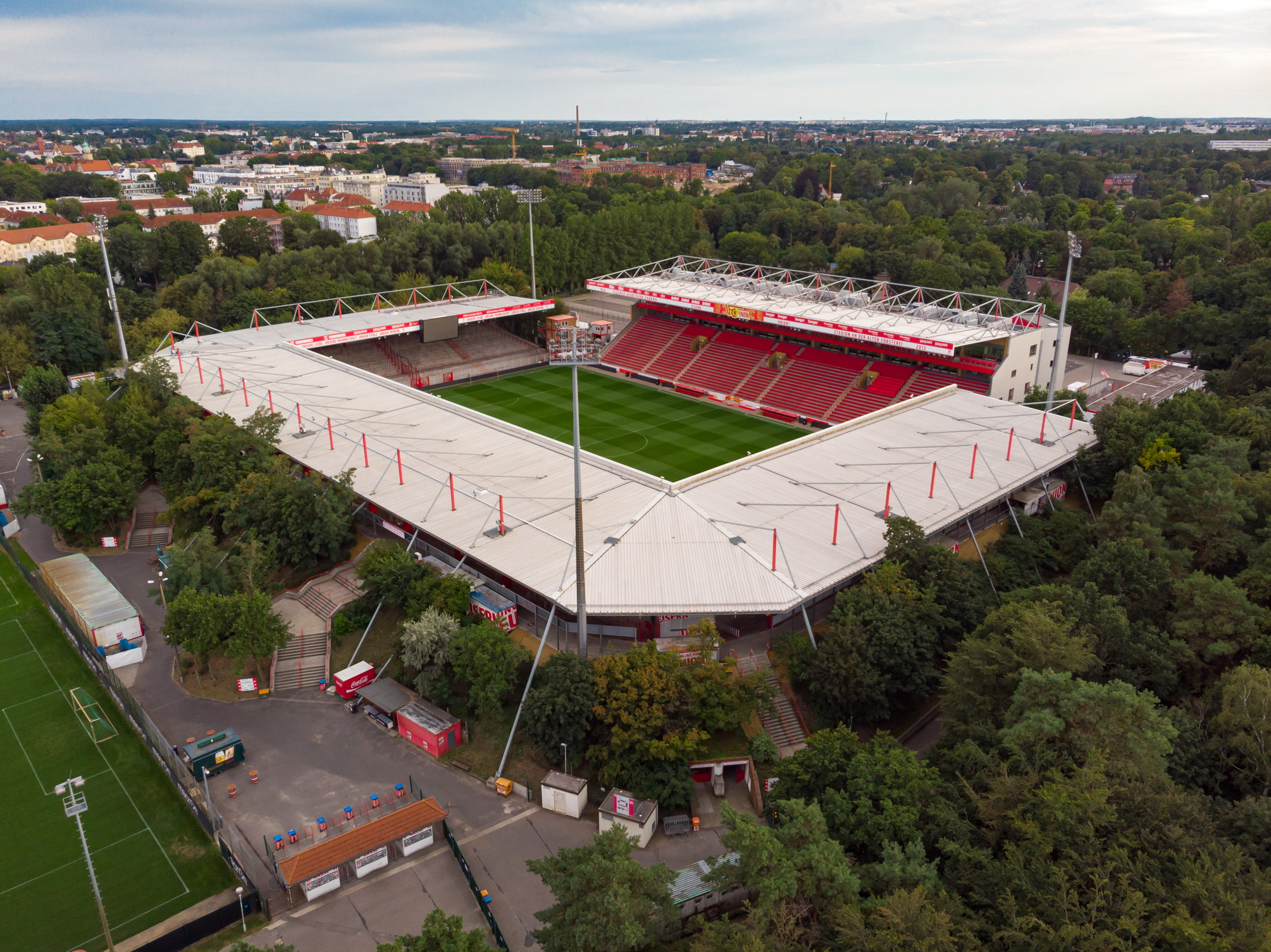
Stadion An der Alten Försterei, o estádio do Union Berlin.

Após a reunificação da Alemanha, ocorrida em 1990, o Union continuou a oferecer boas prestações em campo, mas arriscou-se várias vezes a sofrer um colapso financeiro. Apesar disso, venceu a divisão regional, em 1993, e no ano seguinte, a federação privou a equipe, em ambas as ocasiões, da licença de jogar a Zweite Bundesliga. O clube depois percorreu à falência em 1997.
O Union ficou perto da promoção na temporada 1998-1999 e na seguinte. Conseguiu o intento de ser promovido em 2001, sob o comando do treinador búlgaro Georgi Vasilev, depois de vencer com relativa facilidade a Regionalliga Berlin, tornando-se a segunda equipe mais bem sucedida da capital, depois do Hertha, fomentando a rivalidade entre os dois clubes. No mesmo ano, disputou com sucesso a Copa da Alemanha, perdendo apenas a final contra o Schalke 04 por 2 a 0. Classificou-se para a Taça UEFA, em virtude do lugar alcançado, chegando à segunda fase.
Apesar disso, o clube foi rebaixado na Regionalliga e sucessivamente na Oberliga Nordeste, mas na temporada 2005-2006, venceu a Oberliga, ganhando o direito de disputar a terceira divisão. Na temporada 2007-08 se classificou em quarto lugar na Regionalliga Nord, qualificando-se à Dritte Bundesliga. Após construir uma estabilidade de dez anos na segunda divisão, na temporada 2018-19 conseguiu o inédito acesso à Bundesliga, ao derrotar o Stuttgart (que foi rebaixado a 2. Bundesliga),
no play-off do acesso, tornando-se a primeira equipe da antiga Berlim Oriental a chegar à elite unificada do futebol alemão. Em 31 de agosto de 2019, o clube conquistou sua primeira vitória na história da Bundesliga ao derrotar o Borussia Dortmund por 3 a 1 em um jogo em seu estádio.

### Era da Bundesliga e campeonatos europeus
Em 22 de maio de 2021, na segunda temporada na Bundesliga do Union Berlin, o clube se classificou para a Liga Conferência Europa da UEFA depois de terminar em sétimo lugar na tabela, após uma vitória em casa por 2–1 contra o RB Leipzig, com Max Kruse confirmando a primeira classificação a uma competição europeia do Union Berlin em vinte anos. Na temporada seguinte, o clube terminou em quinto lugar na Bundesliga e garantiu vaga para a Liga Europa, onde conseguiu chegar às oitavas de final. Na temporada 2022–23, o Union Berlin se classificou para a fase de grupos da Liga dos Campeões, sendo a sua primeira participação da história na competição, depois de uma vitória em casa por 1-0 contra o Werder Bremen na última rodada.
As sucessivas classificações aos campeonatos europeus concretizam o belo trabalho feito pela direção e gestão do clube, que vem forte a cada temporada e deixando a sua marca para representar a cidade de Berlim a nível continental. 

## Rivalidades
O Union tem historicamente uma rivalidade com o Dínamo de Berlim mas que com este disputando as divisões inferiores do campeonato alemão a muitos anos, se tornou um rival não presente e com isso venha a diminuir cada vez mais a esta cizânia. A relação com o Hertha Berlim (que permanecera em Berlim Ocidental e assim competia separadamente, nos torneios da Alemanha Ocidental), por sua vez, é tradicionalmente amistosa, com as duas torcidas confraternizando em encontro de 1990 em celebração à queda do Muro e à iminente Reunificação Alemã, no entanto após a unificação da Alemanha ambas foram as equipes berlinenses com mais presenças na Bundesliga, assim então foi crescendo uma nova rivalidade com um novo time conterrâneo que no caso é o Hertha.

## Estádio

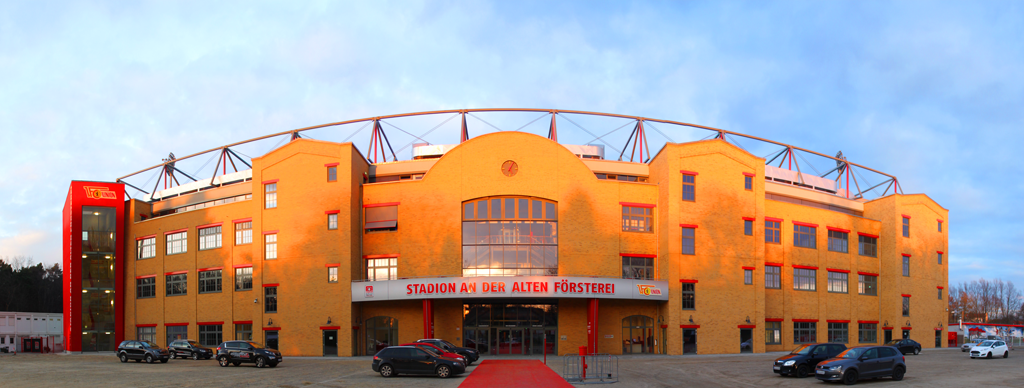
Stadion An der Alten Försterei

O Stadion An der Alten Försterei (em português: Estádio A Velha Casa do Guarda Florestal) mais conhecido como Alte Försterei é um estádio de futebol em Berlin no distrito de Köpenick, no leste da cidade.

### Festa de natal
O Union Berlin bateu o recorde de público na edição de 2015 da tradicional Weihnachtssingen, festa de natal que o time organiza junto aos seus torcedores, que na noite do dia 24 comparecem ao estádio para cantar o hino do clube além de outras canções natalinas. O evento acontece desde 2003 e desta vez recebeu 28 mil torcedores no estádio Alten Forsterei.
Essa foi a segunda oportunidade em que o Union Berlin vende ingressos para a Weihnachtssingen. Antes gratuito, a celebração tomou grandes proporções e temendo uma superlotação, o clube teve de optar por cobrar a entrada. O clube já havia se destacado anteriormente, na época da Copa do Mundo, quando permitiram que seus fãs trouxessem sofás ao gramado para assistirem os jogos do Mundial.

## Títulos
| Competição                     | Títulos  | Temporadas                                  |
| Nacional                       | Nacional | Nacional                                    |
| ------------------------------ | -------- | ------------------------------------------- |
| Campeonato Alemão - 3ª Divisão | 1        | 2008–09                                     |
| Copa da Alemanha Oriental      | 1        | 1967–68                                     |
| Regional                       |          |                                             |
| Fußball-Regionalliga Nord      | 1        | 2000–01                                     |
| Fußball-Regionalliga Nordost   | 1        | 1999–00                                     |
| Copa Berlim                    | 5        | 1946–47, 1947–48, 1993–94, 2006–07, 2008–09 |

### Outras campanhas de destaque
- Campeonato Alemão
  - Vice-campeão (1): 1923

- Copa da Alemanha
  - Vice-campeão (1): 2000–01

## Cronologia recente
| Temporada                      | Divisão                    | Posição                                  | Pontos | Diferença de gols | Artilheiros                                                                                           |
| 1994–95                        | Regionalliga Nordost (III) | 3°                                       | 47:21  | +39               | Goran Markov 20, Sergej Barbarez 14, Thorsten Boer 9, Dirk Rehbein 6, Thoralf Bennert 5               |
| 1995–96 Fußball-Regionalliga   | Regionalliga Nordost (III) | 2°                                       | 72     | +49               | Sergej Barbarez 17, Jacek Frąckiewicz 16, Marek Czakon 12, Jens Härtel 6, Thorsten Boer 6             |
| 1996–97 Fußball-Regionalliga   | Regionalliga Nordost (III) | 5°                                       | 62     | +14               | Norman Struck 10, Marco Küntzel 7, Gerald Klews 6, Thorsten Boer 6, Marko Rehmer 5                    |
| 1997–98 Fußball-Regionalliga   | Regionalliga Nordost (III) | 6°                                       | 54     | +10               | Nico Patschinski 9, Ronny Jank 6                                                                      |
| 1998–99 Fußball-Regionalliga   | Regionalliga Nordost (III) | 6°                                       | 57     | +30               | Steffen Menze 14, Peter Közle 7, Michael Oelkuch 7, Jens Härtel 6, Vanko Micevski 6                   |
| 1999–2000 Fußball-Regionalliga | Regionalliga Nordost (III) | 1°                                       | 77     | +30               | Steffen Menze 13, Jens Härtel 8, Ivaylo Andonov 7, Hristo Koilov 5                                    |
| 2000–01                        | Regionalliga Nord (III)    | 1° Promovido para a 2° Bundesliga        | 73     | +39               | Daniel Teixeira 18, Harun Isa 13, Ronny Nikol 5                                                       |
| 2001–02 2° Fußball-Bundesliga  | 2° Bundesliga (II)         | 6°                                       | 56     | +20               | Sreto Ristić 14, Kostadin Vidolov 10, Harun Isa 9, Cristian Fiél 7, Petar Divić 7, Steffen Menze 6    |
| 2002–03 2° Fußball-Bundesliga  | 2. Bundesliga (II)         | 9°                                       | 45     | -12               | Steffen Baumgart 9, Kostadin Vidolov 6, Salif Keita 5, Sreto Ristić 5                                 |
| 2003–04 2° Fußball-Bundesliga  | 2. Bundesliga (II)         | 17° Rebaixado para a Regionalliga Nord   | 33     | -10               | Steffen Baumgart 13, Salif Keita 8, Thomas Sobotzik 7                                                 |
| 2004–05 Fußball-Regionalliga   | Regionalliga Nord (III)    | 19° Rebaixado para a NOFV-Oberliga Nord  | 27     | -18               | Ryan Coiner 12, Martin Hauswald 5                                                                     |
| 2005–06                        | NOFV-Oberliga Nord (IV)    | 1° Promovido para a Regionalliga Nord    | 69     | +51               | Daniel Teixeira 24, Karim Benyamina 15, Torsten Mattuschka 8, Tobias Kurbjuweit 6                     |
| 2006–07 Fußball-Regionalliga   | Regionalliga Nord (III)    | 12°                                      | 48     | +6                | Karim Benyamina 11, Nico Patschinski 9, Daniel Teixeira 5, Daniel Schulz 5,                           |
| 2007–08 Fußball-Regionalliga   | Regionalliga Nord (III)    | 4°                                       | 60     | +18               | Nico Patschinski 13, Shergo Biran 9, Karim Benyamina 7, Torsten Mattuschka 7, Marco Gebhardt 6        |
| 2008–09 3° Liga                | 3° Liga (III)              | 1° Promovido para a 2° Bundesliga        | 78     | +36               | Karim Benyamina 16, Shergo Biran 11, Hüzeyfe Doğan 7, Nico Patschinski 5, Macchambes Younga-Mouhani 5 |
| 2009–10 2° Fußball-Bundesliga  | 2. Bundesliga (II)         | 12°                                      | 44     | -3                | Torsten Mattuschka 10, John Mosquera 7, Karim Benyamina 6, Hüzeyfe Doğan 5, Kenan Şahin 5             |
| 2010-11 2° Fußball-Bundesliga  | 2° Bundesliga (II)         | 11°                                      | 42     | -6                | John Mosquera 8, Karim Benyamina 7, Torsten Mattuschka 5                                              |
| 2011–12 2° Fußball-Bundesliga  | 2° Bundesliga (II)         | 7°                                       | 48     | -3                | Alexander Meier 17, Olivier Occean 17, Nick Proschwitz 17                                             |
| 2012-13 2° Fußball-Bundesliga  | 2° Bundesliga (II)         | 7°                                       | 49     | +1                | Dominick Kumbela 19, Daniel Ginczek 18, Ronny Heberson 18                                             |
| 2013-14 2° Fußball-Bundesliga  | 2° Bundesliga (II)         | 9°                                       | 44     | +1                | Mahir Sağlık 15, Jakub Sylvestr 15, Ilir Azemi 14                                                     |
| 2014-15 2° Fußball-Bundesliga  | 2° Bundesliga (II)         | 7°                                       | 47     | +5                | Rouwen Hennings 17, Simon Terodde 16, Florian Niederlechner 15                                        |
| 2015-16 2° Fußball-Bundesliga  | 2° Bundesliga (II)         | 6°                                       | 49     | +6                | Simon Terodde 25, Nils Petersen 21, Bobby Wood 17                                                     |
| 2016-17 2° Fußball-Bundesliga  | 2° Bundesliga (II)         | 4°                                       | 60     | +12               | Simon Terodde 25, Martin Harnik 17, Stefan Kutschke 16                                                |
| 2017-18 2° Fußball-Bundesliga  | 2° Bundesliga (II)         | 8°                                       | 47     | +8                | Marvin Ducksch 18, Hanno Behrens 14, Lukas Hinterseer 14, Steven Skrzybski 14                         |
| 2018-19 2° Fußball-Bundesliga  | 2° Bundesliga (II)         | 3° Promovido para Bundesliga (play-offs) | 57     | +21               | Simon Terodde 29, Jhon Córdoba 20, Lukas Hinterseer 18                                                |
| 2019-20 Fußball-Bundesliga     | Bundesliga                 | 11°                                      | 41     | -17               | Robert Lewandowski 34, Timo Werner 28, Jadon Sancho 17, Wout Weghorst 16                              |
| 2020-21 Fußball-Bundesliga     | Bundesliga                 | 7°                                       | 50     | +7                | Robert Lewandowski 41, André Silva 28, Erling Haaland 27                                              |

## Elenco
Última atualização: 27 de dezembro de 2024.